# 山崎敏充
山﨑 敏充 (やまさき としみつ、1949年8月31日 - ) は、日本の裁判官。千葉地方裁判所所長、最高裁判所事務総長、名古屋高等裁判所長官、東京高等裁判所長官を経て、最高裁判所判事。2020年旭日大綬章受章。

## 経歴
- 大阪府八尾市出身[2]
- 灘中学校・高等学校、東京大学法学部卒業
- 1975年 東京地方裁判所判事補
- 1980年 最高裁判所事務総局行政局付
- 1982年 最高裁判所事務総局広報課付
- 1984年 那覇地方・家庭裁判所石垣支部判事補
- 1985年 最高裁判所調査官
- 1987年 最高裁判所事務総局人事局任用・調査課長
- 1993年 東京地方裁判所判事
- 1996年 東京地方裁判所判事部総括
- 1999年 最高裁判所事務総局秘書課長兼広報課長
- 2002年 最高裁判所事務総局人事局長
- 2007年 最高裁判所事務次長
- 2008年 千葉地方裁判所長
- 2009年 最高裁判所事務総長
- 2012年 名古屋高等裁判所長官
- 2013年 東京高等裁判所長官
- 2014年 最高裁判所判事 (第三小法廷)
- 2014年12月14日 最高裁判所裁判官国民審査において、罷免を可とする票4,786,184票、罷免を可とする率9.42%で信任[3]。
- 2019年 退官
- 2020年 旭日大綬章受章[4][5]

## 担当審理

### 最高裁判所
- 2014年12月09日: 京都朝鮮学校公園占用抗議事件 (裁判長)
在特会による街宣活動は違法な人種差別に当たるとして、学校周辺での街宣活動の禁止や賠償を命じた[6][7][8]。